# Bunmei-kaika

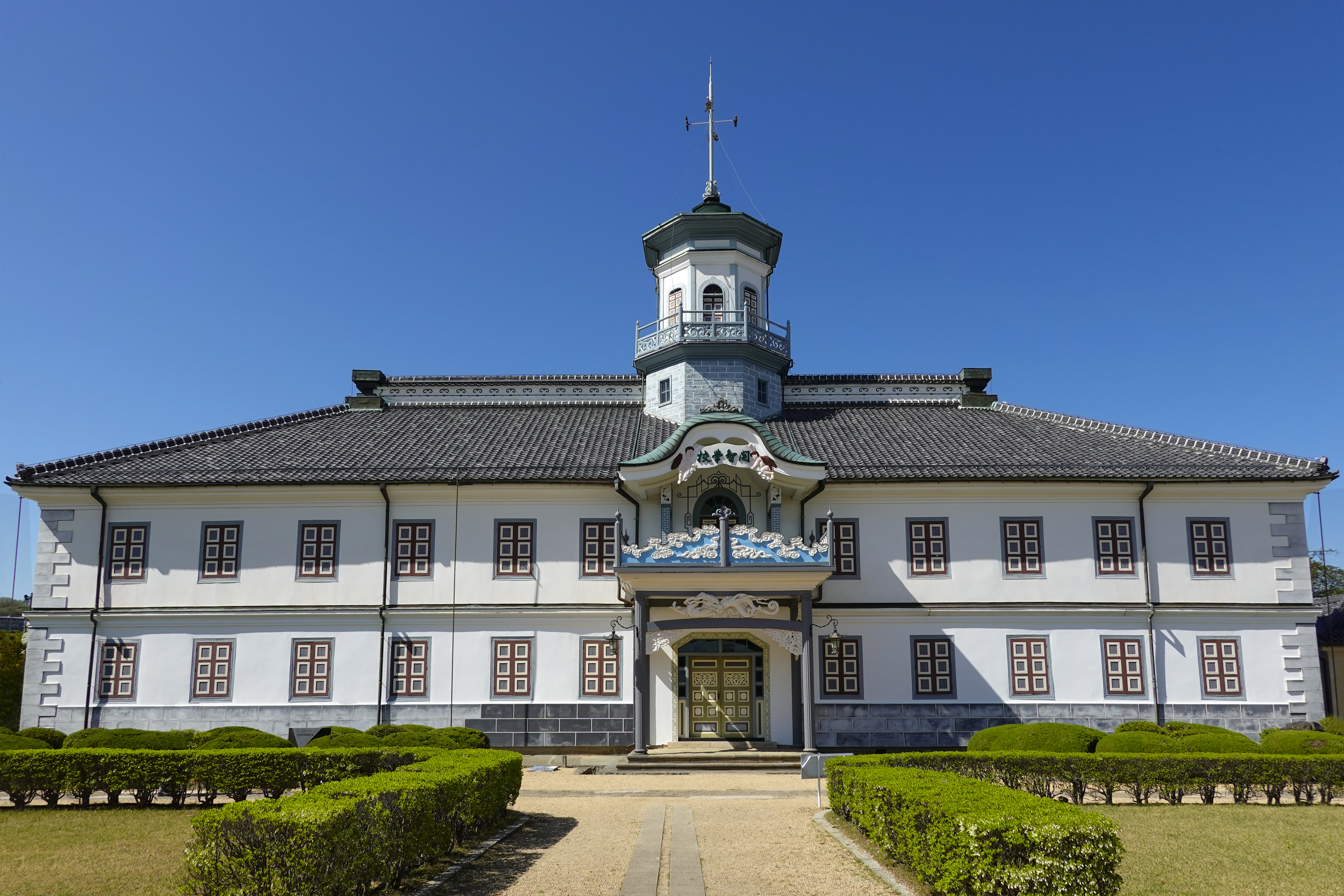
Antica Scuola Kaichi, localizzata nella città di Matsumoto, prefettura di Nagano. Fondata nel 1873 fu la prima scuola elementare del Giappone. L'edificio con caratteristiche occidentali fu creato durante il periodo Meiji per servire da scuola moderna con modelli occidentali.

Bunmei-kaika (文明開化? lett. Civiltà-Illuminismo) fu il nome del movimento di occidentalizzazione del Giappone durante il periodo Meiji. Servì da slogan per il Ministero dell'istruzione del Giappone nel 1871. Il termine significa "apertura alla civiltà". Considerato da quelli che appoggiavano il movimento, come Fukuzawa Yukichi, una necessità rompere con le idee confuciane e i pensieri feudali per ispirarsi alla posizione politica, economica e giuridica dell'Occidente in quel momento, con l'obiettivo di creare un paese moderno capace di mantenere la sua indipendenza dalle nazioni coloniali. Fukuzawa Yukichi fu un grande fautore del progetto.

## Antecedenti
Nel 1853, una flotta di navi americane sbarcò nella baia di Tokyo, e fecero pressioni sul governo feudale del Giappone, il bakufu, perché aprisse il paese al commercio e ai visitatori stranieri. Gli shōgun dello Shogunato Tokugawa avevano infatti mantenuto il paese chiuso al contatto con gli stranieri negli ultimi 250 anni (con poche eccezioni). Fu così stipulato un trattato con gli Stati Uniti d'America, e trattati con altri governi occidentali vennero poi in seguito.

## Cambiamenti
Malgrado il bunmei-kaika non si riferisse esattamente alla cultura occidentale, il movimento si basò, in pratica, sulla sua adozione e assimilazione alla cultura giapponese. Nel 1885 fu adottato lo stile di governo occidentale basato sui partiti.
Come esempio di alcune tradizioni occidentali adottate, alcune hanno carattere superficiale: le autorità municipali di Tokyo proibirono la nudità in pubblico; il governo costruì stabilimenti come il Rokumeikan per intrattenere europei e americani; la moda occidentale fu adottata dalla popolazione.
Nel 1889 il Giappone elaborò una costituzione di stile occidentale. L'autore della costituzione fu principalmente Itō Hirobumi. Ito seguì la costituzione tedesca dando grande potere all'esecutivo e prevedendo un parlamento debole e accesso minimo per il popolo al governo.